# Natació als Jocs Olímpics d'Estiu de 1928 - 100 metres esquena femenins
Els 100 metres esquena femenins va ser una de les onze proves de natació que es disputaren als Jocs Olímpics d'Amsterdam de 1928. La competició es disputà entre el 9 i l'11 d'agost de 1928. Hi van prendre part 12 nedadores procedents de 7 països.

## Medallistes
| Or                | Plata            | Bronze             |
| Marie Braun (NED) | Ellen King (GBR) | Joyce Cooper (GBR) |

## Rècords
Aquests eren els rècords del món i olímpic que hi havia abans de la celebració dels Jocs Olímpics de 1928.
| Rècord del Món | 1:22.0 | Willy den Turk | Rotterdam (NED) | 10 juliol 1927 |
| Rècord Olímpic | 1:23.2 | Sybil Bauer    | París (FRA)     | 20 juliol 1924 |

En la primera sèrie Ellen King igualà el primer rècord del món amb un temps de 1:22.0 minuts. En la segona sèrie Marie Braun millorà el rècord del món i el deixà en 1:21.6 minuts.

## Resultats

### Semifinals
Les dues nedadores més ràpides de cada semifinal i la millor tercera passaren a la final. Es disputaren el 9 d'agost de 1928.
Semifinal 1
| Pos. | Nedadora            | Temps  | Qual.  |
| ---- | ------------------- | ------ | ------ |
| 1    | Ellen King (GBR)    | 1:22.0 | QF =WR |
| 2    | Marian Gilman (USA) | 1:24.0 | QF     |
| 3    | Ena Stockley (NZL)  | 1:25.4 | qf     |

Semifinal 1
| Pos. | Nedadora              | Temps  | Qual. |
| ---- | --------------------- | ------ | ----- |
| 1    | Marie Braun (NED)     | 1:21.6 | QF WR |
| 2    | Lisa Lindstrom (USA)  | 1:23.0 | QF    |
| 3    | Phyllis Harding (GBR) | 1:27.8 |       |
| 4    | Bonnie Mealing (AUS)  |        |       |

Semifinal 1
| Pos. | Nedadora                   | Temps  | Qual. |
| ---- | -------------------------- | ------ | ----- |
| 1    | Eleanor Holm (USA)         | 1:23.6 | QF    |
| 2    | Joyce Cooper (GBR)         | 1:24.2 | QF    |
| 3    | Jeanne Grendel (NED)       | 1:26.2 |       |
| 4    | Else Jacobsen (DEN)        | 1:31.5 |       |
| 5    | Marie-Jeanne Bernard (LUX) |        |       |

### Final
Es disputà l'11 d'agost de 1928.
| Place | Swimmer              | Time   |
| ----- | -------------------- | ------ |
| 1     | Marie Braun (NED)    | 1:22.0 |
| 2     | Ellen King (GBR)     | 1:22.2 |
| 3     | Joyce Cooper (GBR)   | 1:22.8 |
| 4     | Marian Gilman (USA)  | 1:24.2 |
| 5     | Eleanor Holm (USA)   | 1:24.4 |
| 5     | Lisa Lindstrom (USA) | 1:24.4 |
| 7     | Ena Stockley (NZL)   | 1:24.4 |